# Glassmount House
Glassmount House ist eine Villa nahe der schottischen Ortschaft Burntisland in der Council Area Fife. 1979 wurde das Bauwerk als Einzeldenkmal in die schottischen Denkmallisten in der Denkmalkategorie C aufgenommen. Des Weiteren ist der zugehörige Wintergarten als Einzeldenkmal der höchsten Denkmalkategorie A klassifiziert.

## Beschreibung

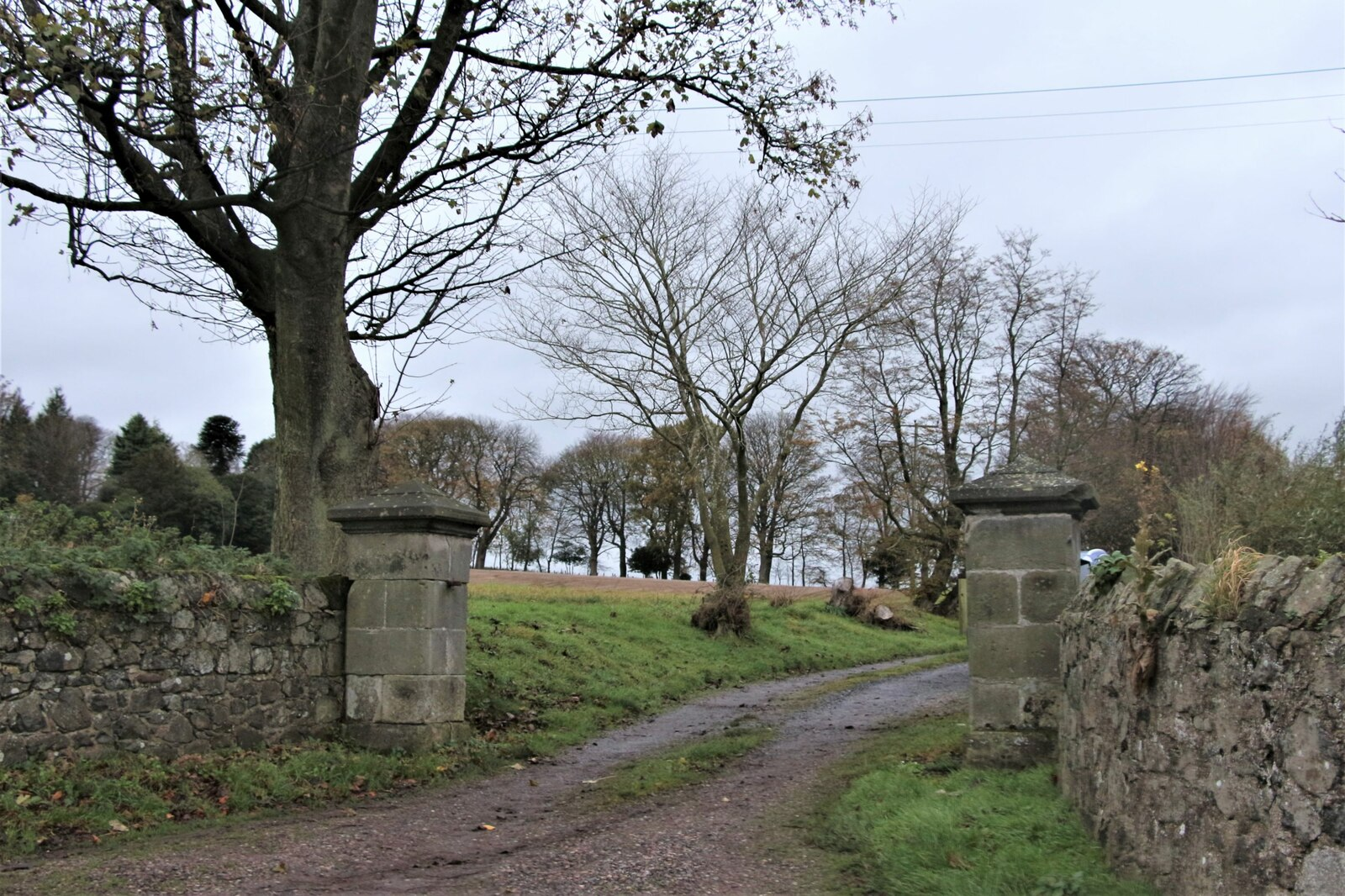
Ostpforte von Glassmount House

Die Villa wurde im späten 19. Jahrhundert erbaut, wobei ein Flügel bereits aus dem frühen 19. Jahrhundert stammt. Anbauten an der Rückseite entstammen dem 20. Jahrhundert.
Die tudorgotische Villa steht isoliert jeweils rund zwei Kilometer nordöstlich von Burntisland beziehungsweise nordwestlich von Kinghorn. An das zweistöckige Gebäude schließt sich ein flacherer, ebenfalls zweistöckiger Flügel an. Die Fassaden sind asymmetrisch aufgebaut. Zu den Gestaltungselementen gehören rustizierte Ecksteine, Fensterbekrönungen und gliedernde Gesimse. Die gekuppelten Fenster sind teils mit steinernen Fensterpfosten gestaltet.

## Wintergarten
Der Wintergarten befindet sich in den Gärten westlich der Villa. Er wurde vermutlich im späten 19. Jahrhundert von Mackenzie & Moncur errichtet. Das Bauwerk ist im Stil einer Pagode mit gusseisernen Verzierung aufgebaut. Markant ist die mit einer Kuppel schließende Laterne über dem Eingangsportal. Die Scheiben der Arkaden im Eingangsbereich sind mit schmückenden Ätzungen in den Zwickeln gestaltet. Der Innenraum ist mit einem Rohrsystem zur Heizung ausgestattet. Die Böden sind mit dekorativen Fliesen belegt.